# Краснополосая саламандра
Краснополосая саламандра (лат. Plethodon serratus) — вид хвостатых амфибий рода Лесные саламандры (Plethodon) семейства Безлёгочные саламандры (Plethodontidae).
Вид является эндемиком США. Известно четыре популяции: одна в Центральной Пенсильвании, вторая в горах Уошито в Арканзасе и Оклахоме, третья в штате Миссури, четвёртая в штатах Теннесси, Северная Каролина, Джорджия и Алабама. Живёт в умеренных лесах и среди скал.
Тело длиной 8—11 см серого или чёрного цвета с красными полосами. Ведёт в основном ночной образ жизни, часто встречается под опадом во влажных, лесистых областях. В сухое время года держится вблизи постоянных источников воды. Питается членистоногими и моллюсками.